# Franciszka Świetlikowa

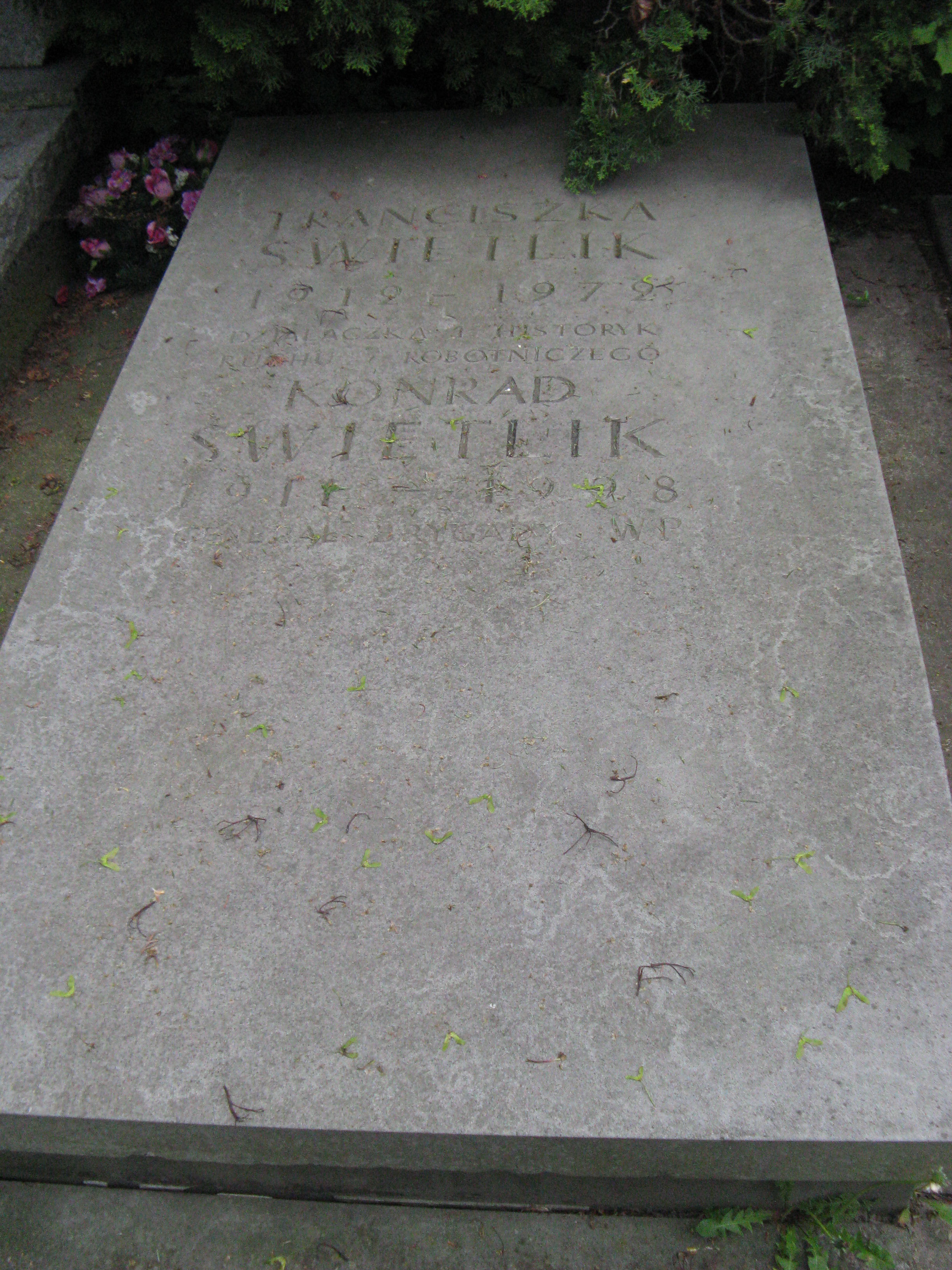
Grób Konrada Świetlika i jego żony Franciszki na cmentarzu Wojskowym na Powązkach

Franciszka Świetlikowa ur. jako Fradla Zoberman (ur. 23 lipca 1911
 w Warszawie, zm. 5 sierpnia 1972) – polska działaczka komunistyczna, historyk.

## Życiorys
Córka Anzela (Anszela) Zobermana i Maszy z domu Rozenson. W okresie przedwojennym pracowała w warszawskich fabrykach włókienniczych jako robotnica. Działała w MOPR, KZMP, a od 1935 roku w KPP. Za działalność komunistyczną była aresztowana i więziona. W latach 1939–1941 przebywała w Białymstoku, gdzie pracowała jako robotnica oraz pełniła funkcję sekretarza MOPR, była też lektorem Komitetu Miejskiego WKP(b).
Po ataku Niemiec na ZSRR w 1941 roku wyjechała w głąb ZSRR. W latach 1943–1946 służyła w 1 Polskiej Dywizji Piechoty im. Tadeusza Kościuszki jako oficer polityczno-wychowawczy. Od 1944 roku aktywistka PPR.
W latach 1946–1947 pracowała w Ministerstwie Żeglugi i Handlu Zagranicznego jako wicedyrektor Biura Kadr. Od 1949 zatrudniona w KC PZPR. Od 1952 roku uczęszczała na studia aspiranckie w Instytucie Kształcenia Kadr Naukowych przy KC PZPR. 24 stycznia 1955 roku została odznaczona Medalem 10-lecia Polski Ludowej. W 1957 roku ukończyła studia magisterskie w zakresie podstaw marksizmu-leninizmu w Instytucie Historycznym Uniwersytetu Warszawskiego. Pracowała w Wydziale, następnie Zakładzie Historii Partii przy KC PZPR. 19 grudnia 1965 roku uzyskała stopień doktora w Wyższej Szkole Nauk Społecznych przy KC PZPR na podstawie rozprawy napisanej pod kierunkiem Józefa Kowalskiego zatytułowanej Komunistyczna Partia Robotnicza Polski 1918–1923. Autorka haseł w Polskim Słowniku Biograficznym i Słowniku biograficznym działaczy polskiego ruchu robotniczego.
Jej mężem był generał Konrad Świetlik, od roku 1948 wiceminister bezpieczeństwa publicznego.
W 1970 roku została rencistką. Zmarła w 1972 roku, pochowana na cmentarzu Wojskowym na Powązkach (kwatera B33-3-3).

## Wybrane publikacje
- Komunistyczna Partia Robotnicza Polski 1918–1923, Warszawa: „Książka i Wiedza” 1968.
- (redakcja) II Zjazd Komunistycznej Partii Robotniczej Polski: 19 IX – 2 X 1923: protokoły obrad i uchwały, przygotowali do dr. i wstęp Gereon Iwański, Henryk Malinowski i Franciszka Świetlikowa, Warszawa: „Książka i Wiedza” 1968.